# The Man Who Saw Tomorrow
The Man Who Saw Tomorrow és una pel·lícula muda produïda per la Famous Players – Lasky Corporation, dirigida per Alfred E. Green i protagonitzada per Thomas Meighan i Leatrice Joy, entre d'altres. Basada en una història de Perley Foore Sheehan i Frank Condon que van adaptar aquest darrer i Will Ritchey, es va estrenar el 5 de novembre del 1922. Es considera una pel·lícula perduda.

## Argument
Burke Hammond dubta entre casar-se amb Rita Pring, la filla del capità d'un vaixell dels mars del sud o amb Lady Helen Deen, una anglesa rica i influent. Per això, consulta el professor Jansen, un psicòleg que li indueix la hipnosi. Mentre està hipnotitzat, Hammond veu el futur que li espera amb cada una de les dues dones. Si es casa amb Helen serà un polític famós i acomodat, arribant a ser el virrei de l'Índia, però la seva dona no se l'estimarà. També serà enganyat per Vonia una princesa russa que farà que el deportin. Per contra, si es casa amb Rita tindrà una vida humil i plena de perills però serà feliç fins que el contramestre del Capità Pring i rival en l'amor de Rita, Jim McLeod, l'acabi disparant. Quan desperta Jansen no li pot explicar si el tret vol dir que morirà però de totes maneres Burke decideix sense dubtar-ho casar-se amb Rita.

## Repartiment
- Thomas Meighan (Burke Hammond)
- Theodore Roberts (capità Morgan Pring)
- Leatrice Joy (Rita Pring)
- Alan Roscoe (Jim McLeod)
- Alec B. Francis (Sir William De Vry)
- June Elvidge (Lady Helen Deene)
- Eva Novak (Vonia)
- Larry Wheat (Larry Camden)
- John Miltern (Professor Jansen)
- Robert Brower (bisbe)
- Edward Patrick (Botsu)
- Jacqueline Dyrese (Maya)